# Première Division 1929-1930 (Lussemburgo)
La Première Division 1929-1930 è stata la 20ª edizione del massimo campionato lussemburghese di calcio. La stagione è iniziata il 25 agosto 1929 ed è terminata il 23 febbraio 1930. La squadra Fola Esch ha vinto il titolo per la quinta volta nella sua storia.

## Stagione

### Novità
Sono state retrocesse l'AS Differdange e lo State Dudelange. Sono state promosse l'US Differdange e l'Union Luxembourg.

### Formula
2 punti alla vittoria, un punto al pareggio, nessun punto alla sconfitta.
Le 8 squadre partecipanti si affrontano in un girone di andata e ritorno, per un totale di 14 giornate.

Le ultime due classificate retrocedono direttamente in Promotion d'Honneur.

## Squadre partecipanti
| Fola Esch             | dettagli | Esch-sur-Alzette | ... | 2º posto in Première Division            |
| Jeunesse Esch         | dettagli | Esch-sur-Alzette | ... | 4º posto in Première Division            |
| Progrès Niedercorn    | dettagli | Niederkorn       | ... | 5º posto in Première Division            |
| Red Black Pfaffenthal | dettagli | Pfaffenthal      | ... | 6º posto in Première Division            |
| Red Boys Differdange  | dettagli | Differdange      | ... | 3º posto in Première Division            |
| Spora Luxembourg      | dettagli | Lussemburgo      | ... | 1º posto in Première Division (Campione) |
| Union Luxembourg      | dettagli | Lussemburgo      | ... | 1º posto in Promotion (Neopromosso)      |
| US Dudelange          | dettagli | Dudelange        | ... | 2º posto in Promotion (Neopromosso)      |

## Classifica finale
|                        | Pos. | Squadra               | Pt | G  | V | N | P | GF | GS | DR  |
| ---------------------- | ---- | --------------------- | -- | -- | - | - | - | -- | -- | --- |
| Lussemburgo (bandiera) | 1.   | Fola Esch             | 20 | 14 | 9 | 2 | 3 | 29 | 16 | +13 |
|                        | 2.   | Spora Luxembourg      | 19 | 14 | 8 | 3 | 3 | 47 | 31 | +16 |
|                        | 3.   | Red Boys Differdange  | 17 | 14 | 8 | 1 | 5 | 42 | 16 | +26 |
|                        | 4.   | Progrès Niedercorn    | 15 | 14 | 5 | 5 | 4 | 28 | 26 | +2  |
|                        | 5.   | Red Black Pfaffenthal | 12 | 14 | 3 | 6 | 5 | 14 | 22 | -8  |
|                        | 6.   | Union Luxembourg      | 12 | 14 | 5 | 2 | 7 | 22 | 40 | -18 |
|                        | 7.   | US Dudelange          | 9  | 14 | 3 | 3 | 8 | 23 | 37 | -14 |
|                        | 8.   | Jeunesse Esch         | 8  | 14 | 3 | 2 | 9 | 24 | 41 | -17 |

Legenda:

      Campione del Lussemburgo 1929-1930

      Retrocesse in Promotion d'Honneur 1930-1931

## Tabellone
|                    | DUD  | FOL  | JEU  | PRO  | RDP  | RBD  | SPO  | UNI  |
| ------------------ | ---- | ---- | ---- | ---- | ---- | ---- | ---- | ---- |
| Dudelange          | –––– | 2–4  | 1–1  | 2–1  | 3–0  | 1–4  | 1–2  | 4–1  |
| Fola               | 5-1  | –––– | 1–0  | 2–1  | 2–1  | 1–0  | 1–2  | 2–0  |
| Jeunesse           | 3-1  | 3-1  | –––– | 1–3  | 1–3  | 0–5  | 6–1  | 2–3  |
| Progrès Niedercorn | 3-0  | 1-1  | 5-0  | –––– | 1-1  | 2-1  | 1-2  | 2-0  |
| Red Black          | 1-1  | 1-1  | 1-1  | 1-1  | –––– | 1-0  | 2-3  | 0-0  |
| Red Boys           | 4-1  | 2-1  | 4-2  | 8-0  | 5-0  | –––– | 1-2  | 1-2  |
| Spora              | 4-4  | 2-3  | 8-1  | 4-4  | 3-1  | 2-2  | –––– | 3-4  |
| Union              | 4–1  | 0–4  | 4–3  | 3–3  | 0–1  | 1–5  | 0–9  | –––– |

### Calendario
| Andata (1ª)  | Andata (1ª) | Prima giornata      | Ritorno (8ª) | Ritorno (8ª) |
|              |             |                     |              |              |
| 25 ago. 1929 | 2-1         | Fola-Red Black      | 1-1          | 10 nov. 1929 |
| 25 ago. 1929 | 4-2         | Red Boys-Jeunesse   | 5-0          | 10 nov. 1929 |
| 25 ago. 1929 | 4-4         | Spora-US Düdelingen | 2-1          | 10 nov. 1929 |
| 25 ago. 1929 | 3-3         | Union-Niederkorn    | 0-2          | 10 nov. 1929 |

| Andata (2ª) | Andata (2ª) | Seconda giornata        | Ritorno (9ª) | Ritorno (9ª) |
|             |             |                         |              |              |
| 8 set. 1929 | 1-1         | Niederkorn-Fola         | 1-2          | 1 dic. 1929  |
| 8 set. 1929 | 3-1         | US Düdelingen-Red Black | 1-1          | 1 dic. 1929  |
| 8 set. 1929 | 1-6         | Spora-Jeunesse          | 8-1          | 1 dic. 1929  |
| 8 set. 1929 | 1-5         | Union-Red Boys          | 2-1          | 1 dic. 1929  |

| Andata (3ª)  | Andata (3ª) | Terza giornata           | Ritorno (10ª) | Ritorno (10ª) |
|              |             |                          |               |               |
| 15 set. 1929 | 2-1         | US Düdelingen-Niederkorn | 0-3           | 9 mar. 1930   |
| 15 set. 1929 | 2-3         | Jeunesse-Union           | 3-4           | 24 nov. 1929  |
| 15 set. 1929 | 2-3         | Red Black-Spora          | 1-3           | 9 mar. 1930   |
| 15 set. 1929 | 2-1         | Red Boys-Fola            | 0-1           | 9 mar. 1930   |

| Andata (4ª)  | Andata (4ª) | Quarta giornata        | Ritorno (11ª) | Ritorno (11ª) |
|              |             |                        |               |               |
| 22 set. 1929 | 1-4         | US Düdelingen-Red Boys | 1-4           | 15 dic. 1929  |
| 22 set. 1929 | 2-0         | Fola-Union             | 4-0           | 15 dic. 1929  |
| 22 set. 1929 | 1-1         | Red Black-Jeunesse     | 3-1           | 15 dic. 1929  |
| 22 set. 1929 | 4-4         | Spora-Niederkorn       | 2-1           | 15 dic. 1929  |

| Andata (5ª)  | Andata (5ª) | Quinta giornata      | Ritorno (12ª) | Ritorno (12ª) |
|              |             |                      |               |               |
| 29 set. 1929 | 3-1         | Jeunesse-Fola        | 0-1           | 23 feb. 1930  |
| 29 set. 1929 | 1-1         | Niederkorn-Red Black | 1-1           | 29 dic. 1929  |
| 29 set. 1929 | 1-2         | Red Boys-Spora       | 2-2           | 29 dic. 1929  |
| 29 set. 1929 | 4-1         | Union-US Düdelingen  | 1-4           | 23 feb. 1930  |

| Andata (6ª)  | Andata (6ª) | Sesta giornata      | Ritorno (13ª) | Ritorno (13ª) |
|              |             |                     |               |               |
| 20 ott. 1929 | 5-1         | Fola-US Düdelingen  | 4-2           | 12 gen. 1930  |
| 20 ott. 1929 | 5-0         | Niederkorn-Jeunesse | 3-1           | 12 gen. 1930  |
| 20 ott. 1929 | 5-0         | Red Boys-Red Black  | 0-1           | 12 gen. 1930  |
| 20 ott. 1929 | 3-4         | Spora-Union         | 9-0           | 12 gen. 1930  |

| Andata  | Andata | Settima giornata       | Ritorno | Ritorno      |
|         |        |                        |         |              |
| 27 ott. | 1-1    | US Düdelingen-Jeunesse | 1-3     | 19 gen. 1930 |
| 27 ott. | 1-2    | Fora-Spora             | 3-2     | 19 gen. 1930 |
| 27 ott. | 2-1    | Niederkorn-Red Boys    | 0-8     | 19 gen. 1930 |
| 27 ott. | 0-0    | Union-Red Black        | 1-0     | 19 gen. 1930 |

### Verdetto
| Fola Esch Campione di Lussemburgo 1929-30 5º Titolo. |